# Francisco Montana
Francisco Montana (* 5. November 1969 in Miami, Florida) ist ein ehemaliger US-amerikanischer Tennisspieler.

## Leben
Montana, dessen Vater ein Tennisclub in Miami gehörte, begann schon früh mit dem Tennissport. Als Juniorenspieler gewann er zahlreiche nationale Meisterschaften und erreichte das Viertelfinale des Juniorenturniers von Wimbledon 1987. Er studierte an der University of Georgia und wurde 1989 in die Bestenauswahl All-American berufen. Im darauf folgenden Jahr wurde er Tennisprofi. Im Einzel gelangen ihm keine größeren Erfolge, zu seinen besten Resultaten zählen die Finalteilnahmen bei den ATP-Challenger-Turnieren in Segovia 1991 und San Luis Potosí 1992.
Deutlich erfolgreicher war er im Herrendoppel. Hier gelangen ihm elf Titelgewinne auf der ATP Challenger Tour, acht Siege auf der ATP World Tour sowie zwei Masters-Titel. Er stand zudem in sieben Finalpartien, darunter 1997 beim ATP Championship Series-Turnier in Stuttgart. 1997 und 1998 konnte er sich mit seinem Partner Donald Johnson für die ATP-Weltmeisterschaft qualifizieren. Hierbei erreichten sie 1998 das Halbfinale, in dem sie Paul Haarhuis und Jacco Eltingh unterlagen. Im Laufe seiner Karriere trat er meist an der Seite von Donald Johnson an, spielte aber unter anderem auch neben David Wheaton, Jim Pugh und Marc-Kevin Goellner. Seine höchste Notierung in der Tennis-Weltrangliste erreichte er 1992 mit Position 100 im Einzel sowie 1998 mit Position 13 im Doppel.
Montana trat im Einzel bei allen vier Grand-Slam-Turnieren an, konnte jedoch nie die zweite Runde erreichen. In der Doppelkonkurrenz erreichte er zwei Mal das Viertelfinale der French Open. Im Mixed stand er 1998 neben Kristine Kunce im Halbfinale der French Open, sie unterlagen jedoch Justin Gimelstob und Venus Williams.

## Erfolge
| Legende                       |
| Grand Slam                    |
| Tennis Masters Cup            |
| ATP Masters Series (2)        |
| ATP International Series Gold |
| ATP International Series (8)  |

### Doppel
| Nr. | Datum | Turnier      | Belag     | Partner          | Finalgegner                    | Ergebnis      |
| --- | ----- | ------------ | --------- | ---------------- | ------------------------------ | ------------- |
| 1.  | 1992  | Long Island  | Hartplatz | Greg Van Emburgh | Gianluca Pozzi Olli Rahnasto   | 6:4, 6:2      |
| 2.  | 1994  | Mexiko-Stadt | Sand      | Bryan Shelton    | Luke Jensen Murphy Jensen      | 6:3, 6:4      |
| 3.  | 1995  | Kitzbühel    | Sand      | Greg Van Emburgh | Jordi Arrese Wayne Arthurs     | 6:7, 6:3, 7:6 |
| 4.  | 1996  | Acapulco     | Sand      | Donald Johnson   | Nicolas Pereira Emilio Sánchez | 6:2, 6:4      |
| 5.  | 1996  | Amsterdam    | Sand      | Donald Johnson   | Rikard Bergh Jack Waite        | 6:4, 3:6, 6:2 |
| 6.  | 1997  | Monte Carlo  | Sand      | Donald Johnson   | Jacco Eltingh Paul Haarhuis    | 7:6, 2:6, 7:6 |
| 7.  | 1998  | Marseille    | Hartplatz | Donald Johnson   | Mark Keil T. J. Middleton      | 6:4, 3:6, 6:3 |
| 8.  | 1998  | Estoril      | Sand      | Donald Johnson   | David Roditi Fernon Wibier     | 6:1, 2:6, 6:1 |
| 9.  | 1998  | Hamburg      | Sand      | Donald Johnson   | David Adams Brett Steven       | 6:4, 6:4      |
| 10. | 1998  | Palermo      | Sand      | Donald Johnson   | Pablo Albano Daniel Orsanic    | 6:4, 7:6      |